# (28480) Seojinyoung
(28480) Seojinyoung es un asteroide perteneciente al cinturón de asteroides, descubierto el 2 de febrero de 2000 por el equipo del Lincoln Near-Earth Asteroid Research desde el Laboratorio Lincoln, Socorro, Nuevo México.

## Designación y nombre
Designado provisionalmente como 2000 CL26. Fue nombrado Seojinyoung en honor a Seo Jinyoung que quedó en primer lugar en la 62° Feria Internacional de Ciencia y Tecnología Intel-Isef celebrada en el año 2011 por su proyecto de equipo ciencias ambientales. También recibió el Premio SIYSS Herschbach R. Dudley. Asiste a la Academia de Ciencias de Corea del KAIST, en Busan, Corea del Sur.

## Características orbitales
Seojinyoung está situado a una distancia media del Sol de 2,367 ua, pudiendo alejarse hasta 2,791 ua y acercarse hasta 1,943 ua. Su excentricidad es 0,178 y la inclinación orbital 1,856 grados. Emplea 1330 días en completar una órbita alrededor del Sol.

## Características físicas
La magnitud absoluta de Seojinyoung es 15. Tiene 3,235 km de diámetro y su albedo se estima en 0,14.